# Аксуат (Чингирлауский район)
Аксуа́т (каз. Ақсуат) — село в Чингирлауском районе Западно-Казахстанской области Казахстана. Входит в состав Карагашского сельского округа. Находится на берегу реки Булдырты. Код КАТО — 276643200.

## Население
В 1999 году население села составляло 319 человек (159 мужчин и 160 женщин). По данным переписи 2009 года, в селе проживало 289 человек (144 мужчины и 145 женщин).